# St. Cloud State Huskies
St. Cloud State Huskies är en idrottsförening tillhörande St. Cloud State University och har som uppgift att ansvara för universitetets idrottsutövning.

## Idrotter
Huskies deltager i följande idrotter:
| Herrar - Baseboll - Basket - Brottning - Fotboll - Ishockey - Simhopp - Simning | Damer - Basket - Fotboll - Friidrott - Ishockey - Nordisk skidsport - Simhopp - Simning - Softboll - Tennis - Terränglöpning - Volleyboll |

## Idrottsutövare

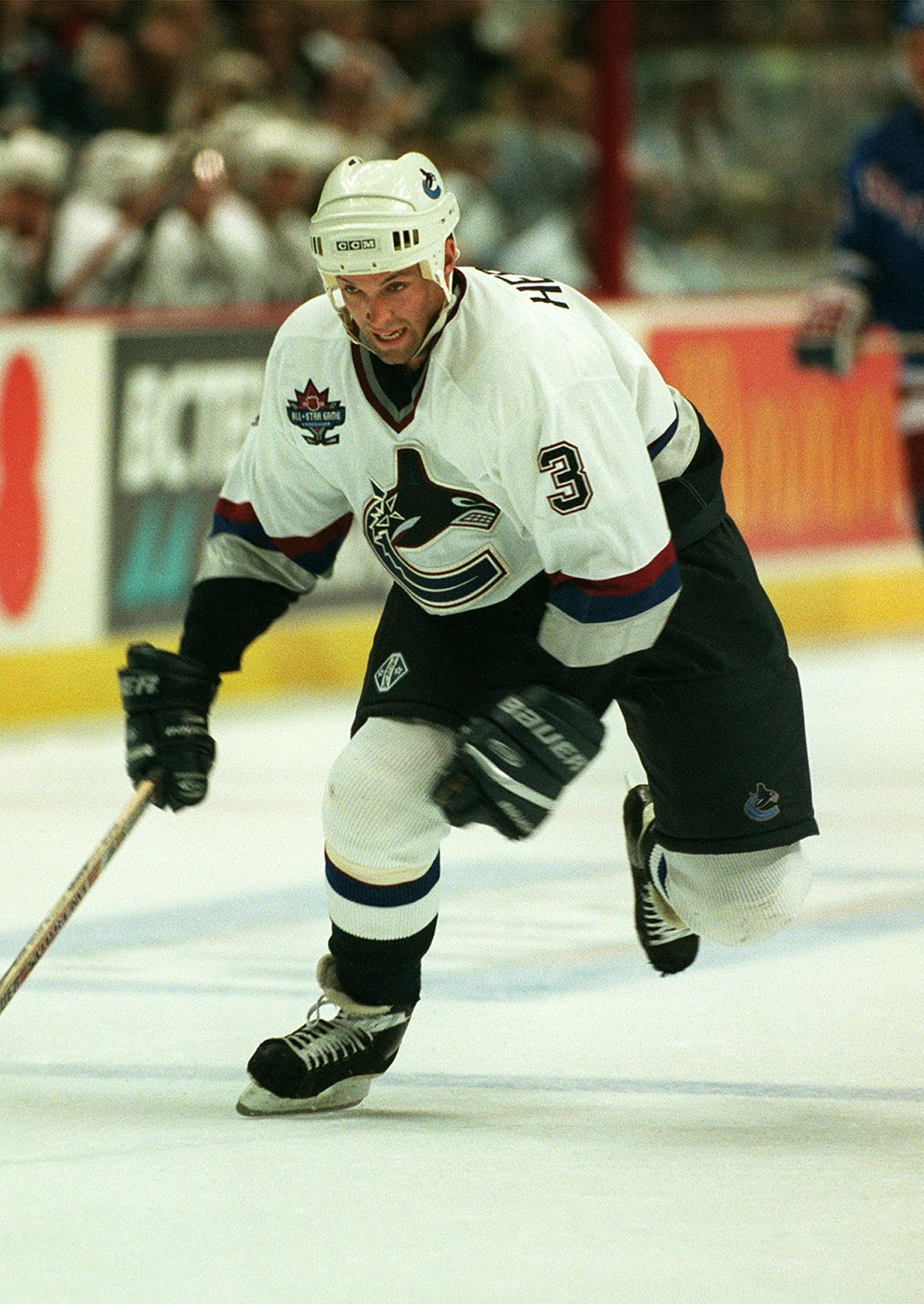
Bret Hedican.

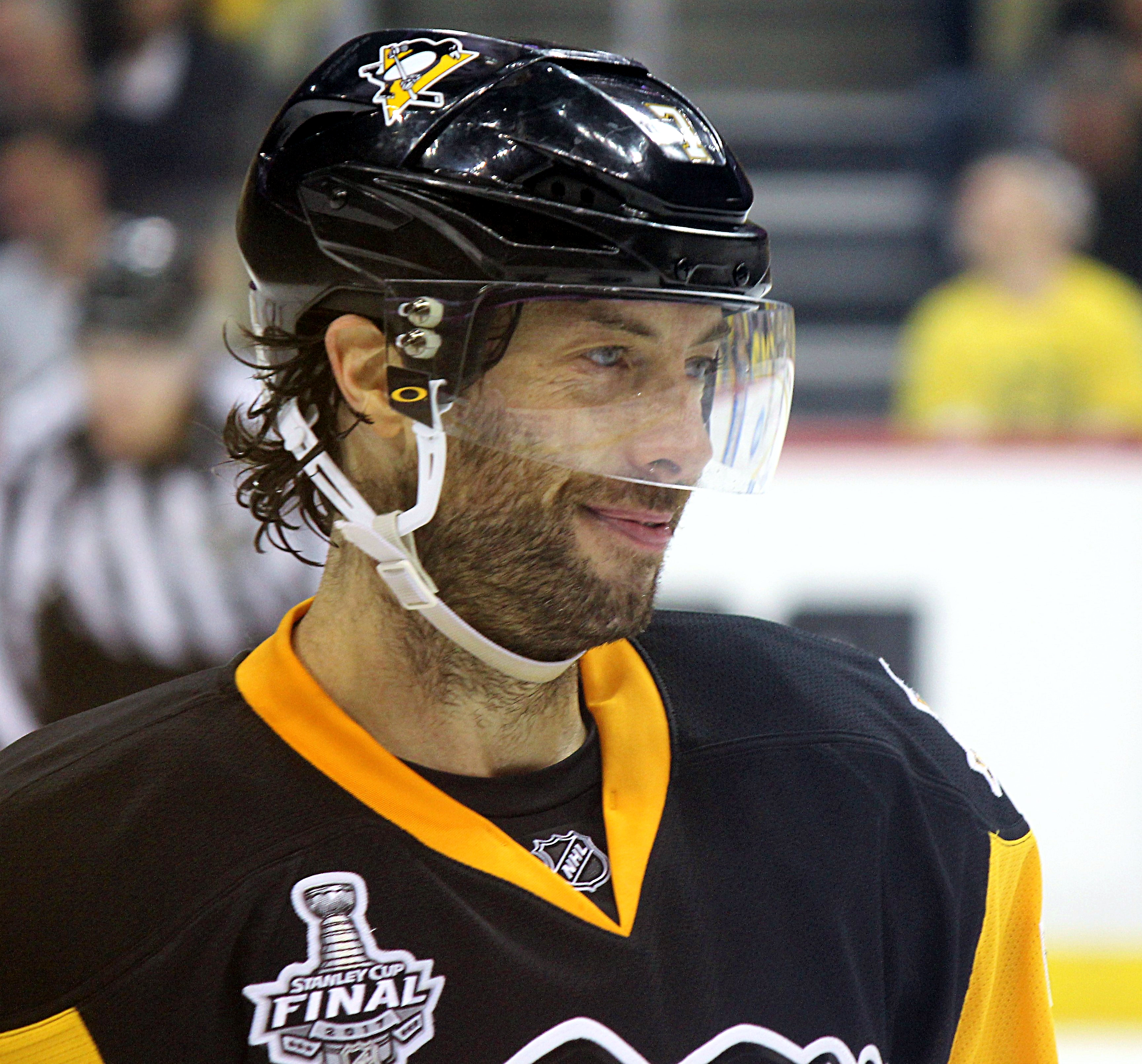
Matt Cullen.

| Ishockey - Jack Ahcan - Janine Alder - Tyler Arnason - Will Borgen - Frank Brimsek - Jonny Brodzinski - Matt Cullen - Nate DiCasmirro - Nic Dowd - Michael Eyssimont - Jeff Finger - Andrew Gordon - Kevin Gravel - Rikard Grönborg - Ben Hanowski - Mark Hartigan - Bret Hedican - Matt Hendricks | - Nick Jensen - Kalle Kossila - Jessica Kresa - Ryan Lasch - Oliver Lauridsen - Drew LeBlanc - Charlie Lindgren - Blake Lizotte - Ryan Malone - Andreas Nödl - Mark Parrish - Nick Perbix - Ryan Poehling - Ethan Prow - Garrett Raboin - Garrett Roe - Patrick Russell - Jimmy Schuldt |